# اتفاقية المناظر الطبيعية الأوروبية
اتفاقية المناظر الطبيعية الأوروبية لمجلس أوروبا والمعروفة أيضا باسم (اتفاقية فلورنسا) وهي أول معاهدة دولية مخصصة حصريًا لجميع جوانب المناظر الطبيعية الأوروبية. وهي تنطبق على كامل أراضي الأطراف، وتغطي المناطق الطبيعية الريفية والحضرية وشبه الحضرية. يتعلق الأمر بالمناظر الطبيعية التي يمكن اعتبارها رائعة، وكذلك المناظر الطبيعية اليومية أو المتدهورة. تهدف الاتفاقية إلى حماية وإدارة وتخطيط جميع المناظر الطبيعية وزيادة الوعي بقيمة المناظر الطبيعية الحية.

## تاريخ

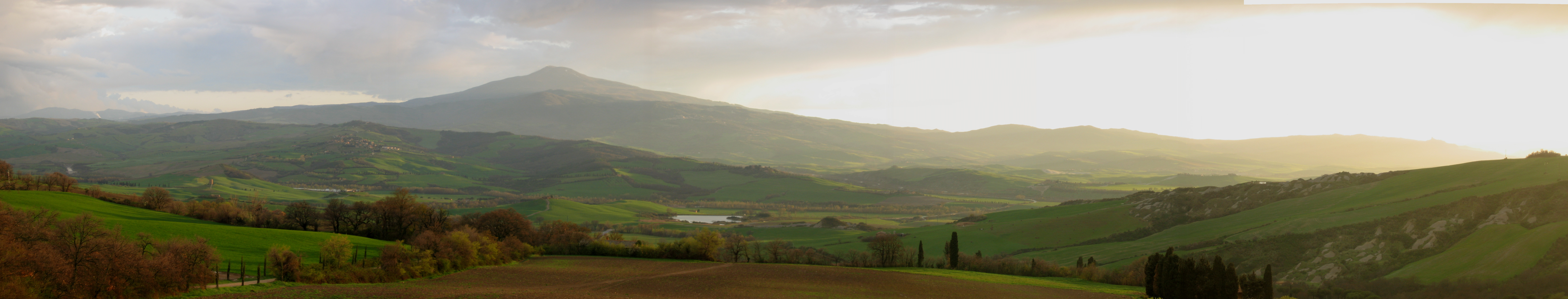
فالدي اورشا

### الخلفية
بدأ العمل بشأن الاتفاقية من قبل مؤتمر السلطات الإقليمية والمحلية التابع لمجلس أوروبا في عام 1994، تم إعداد مشروع الاتفاقية من قبل مجموعة عمل برئاسة أعضاء مختلفين (كريستيانا ستوريلي، وبيير هيتير، وفرانسوا باور) وبتنسيق من ريكاردو بريوري مسؤول مجلس أوروبا. ضمت المجموعة الخبراء التالية أسماؤهم: (ريجيس أمبرواز، مايكل داور، بينجت جوهانسون، إيف لوجينبول، ميشيل بريور وفلورينسيو زويدو-نارانجو).تمت استشارة مشروع الاتفاقية بين الممثلين الوزاريين والمنظمات الدولية والمنظمات غير الحكومية خلال المؤتمر التشاوري الذي عقد في فلورنسا في الفترة (من 2 إلى 4 أبريل 1998)، وبعد ذلك تم إعداد المشروع النهائي.

### التوقيع
اعتمدت اتفاقية المناظر الطبيعية الأوروبية لمجلس أوروبا من قبل لجنة وزراء مجلس أوروبا في 19 يوليو 2000 في ستراسبورغ، وفتح باب التوقيع عليها من قبل الدول الأعضاء في المنظمة في فلورنسا (إيطاليا) في 20 أكتوبر 2000. وهي تهدف لتعزيز حماية المناظر الطبيعية الأوروبية وإدارتها، وتخطيطها وتنظيم التعاون الأوروبي. وبدأ بتفيذ المشروع في 1 مارس 2004.

### التنفيذ
اعتبارًا من 1 أبريل 2020، صادقت 40 دولة عضو في مجلس أوروبا على الاتفاقية: (أندورا، أرمينيا، أذربيجان، بلجيكا، البوسنة والهرسك، بلغاريا، كرواتيا، قبرص، جمهورية التشيك، الدنمارك، إستونيا، فنلندا، فرنسا، جورجيا، اليونان، المجر، أيسلندا، أيرلندا، إيطاليا، لاتفيا، ليتوانيا، لوكسمبورغ، مولدوفا، الجبل الأسود، هولندا، مقدونيا الشمالية، النرويج، بولندا، البرتغال، رومانيا، سان مارينو، صربيا، جمهورية سلوفاكيا، سلوفينيا، إسبانيا، السويد، سويسرا، تركيا، أوكرانيا، المملكة المتحدة). وقعت عليها دولة أخرى لكنها لم تصدق عليها: مالطا.

## هدف

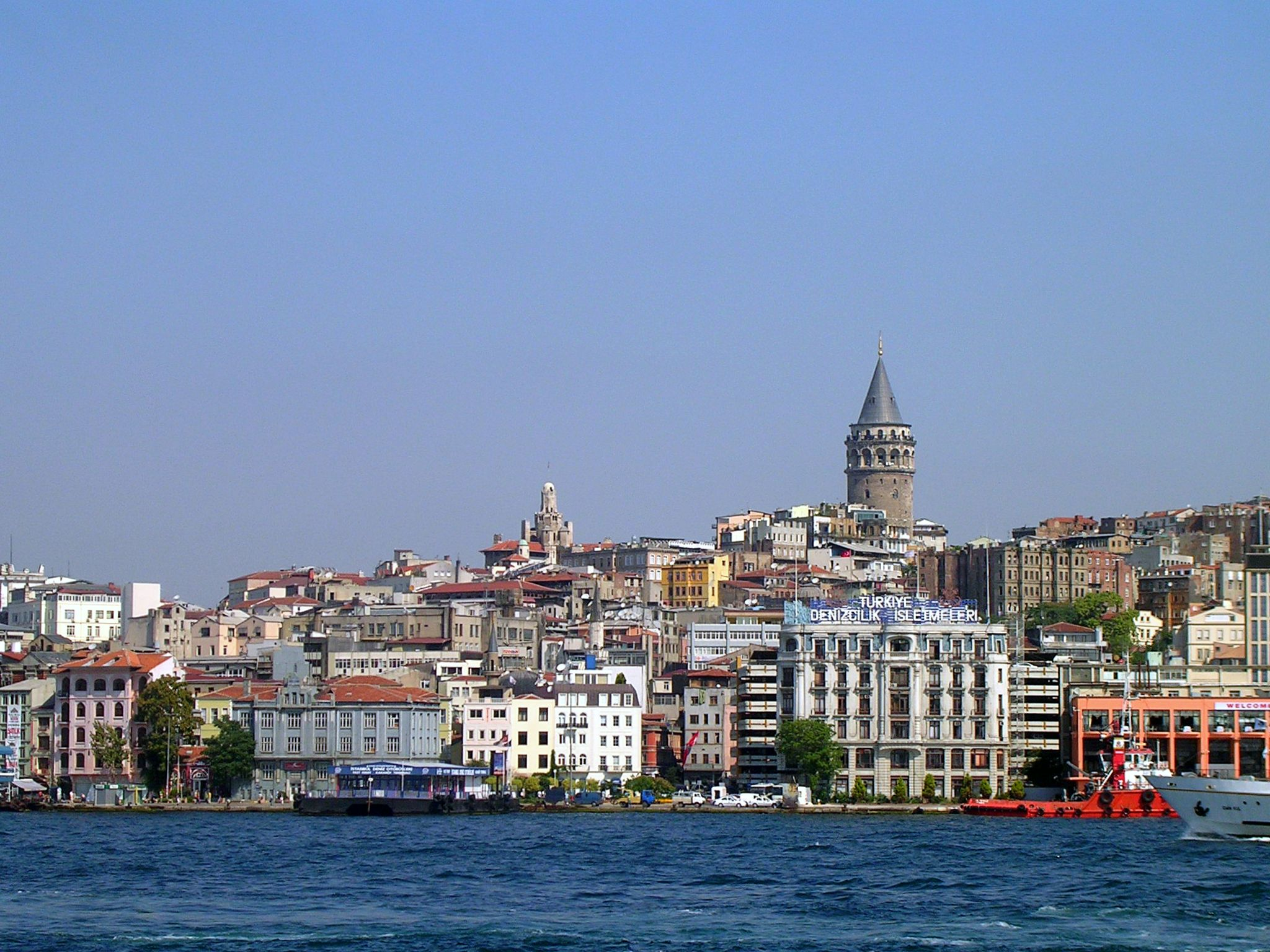
جالاتا:هو الاسم السابق لحي كاراكوي في اسطنبول، والذي يقع على الشاطئ الشمالي للقرن الذهبي. ترتبط المنطقة بحي الفاتح التاريخي من خلال عدة جسور تعبر القرن الذهبي، وأبرزها جسر غلطة. كانت قلعة جالاتا التي تعود للقرون الوسطى مستعمرة تابعة لجمهورية جنوة بين عامي 1273 و 1453..وقد تم بناء برج جالاتا الشهير من قبل جنوة في عام 1348 في أقصى شمال وأعلى نقطة في القلعة.

تقدم الاتفاقية مساهمة مهمة في تنفيذ أهداف مجلس أوروبا، وبالتحديد تعزيز الديمقراطية وحقوق الإنسان وسيادة القانون والبحث عن حلول مشتركة للمشاكل الرئيسية التي تواجه المجتمع الأوروبي اليوم. يسعى مجلس أوروبا، من خلال تطوير ثقافة إقليمية جديدة، إلى تعزيز نوعية حياة السكان ورفاههم.
قدمت اتفاقية المناظر الطبيعية الأوروبية مفهومًا على مستوى أوروبا يركز على جودة حماية المناظر الطبيعية، وإدارتها، وتخطيطها وتغطي المنطقة بأكملها، وليس فقط المناظر الطبيعية الرائعة. من خلال نهجها الرائد ونطاقها الأوسع، فإنها تكمل اتفاقيات التراث التابعة لمجلس أوروبا واليونسكو.
بعد المؤتمر السادس للأطراف الذي عقد في ستراسبورغ في 3-4 مايو 2011، تم اختيار الرئيس الحالي للمؤتمر ليكون البرتغال ونائب الرئيس مثل تركيا.

## فهرس
(فيما يلي ملخص للنص الكامل، متوفر من مجلس أوروبا).
-يتكون المؤتمر من المقدمة وثمانية عشر مادة مقسمة إلى أربعة فصول:
- الفصل الأول - أحكام عامة - الفن. 1-3.
- الفصل الثاني - التدابير الوطنية - المادة. 4-6.
- الفصل الثالث - التعاون الأوروبي - الفن. 7-11.
- الفصل الرابع - أحكام ختامية - الفن. 12-18.

### مقدمة
تنص مقدمة الاتفاقية من بين أمور أخرى، على أن المناظر الطبيعية:
- هو عنصر أساسي للرفاهية الفردية والاجتماعية.
- يساهم في تكوين الثقافات المحلية وأنه عنصر أساسي في التراث الأوروبي الطبيعي والثقافي.
- هو جزء مهم من نوعية حياة الناس في كل مكان.

علاوة على ذلك، تنص على أن الاتفاقية هي استجابة لرغبة الجمهور في التمتع بمناظر طبيعية عالية الجودة ولعب دور نشط في تنميتها.

### مواد الاتفاقية
تقدم المادة 1 تعريفًا لـ «المناظر الطبيعية» ولأغراض الاتفاقية فهي منطقة ناتجة عن فعل وتفاعل العوامل الطبيعية (و، أو) البشرية. كما يُعرّف «حماية المناظر الطبيعية» على أنها إجراءات للحفاظ على السمات المهمة أو المميزة للمناظر الطبيعية، و «إدارة المناظر الطبيعية» والحفاظ عليها كإجراء يضمن الصيانة المنتظمة للمناظر الطبيعية، وذلك لتوجيه التغييرات وتنسيقها داخلها. أخيرًا، يُعرَّف «تخطيط المناظر الطبيعية» على أنه إجراء استشرافي قوي لتعزيز أو استعادة أو إنشاء المناظر الطبيعية.
تشير المادة 2 إلى النطاق الإقليمي والوظيفي للمعاهدة، انه يشمل:
- المناطق الطبيعية والريفية والحضرية وشبه الحضرية.
- الأراضي والمياه الداخلية والمناطق البحرية.
- المناظر الطبيعية التي يمكن اعتبارها رائعة وكذلك المناظر الطبيعية اليومية أو المتدهورة.

كما ينص باستثناء الفن.15 تنطبق هذه الاتفاقية على كامل أراضي الطرفين.
المادة 3 تنص على أن: أهداف المعاهدة هي تعزيز حماية المناظر الطبيعية وإدارتها وتخطيطها، وتنظيم التعاون الأوروبي بشأن قضايا المناظر الطبيعية.

شعار مجلس أوروبا

تنص المادتان 5 و6 على الالتزامات العامة والمحددة للأطراف، مثل:
- وضع وتنفيذ سياسات المناظر الطبيعية التي تهدف إلى حماية المناظر الطبيعية وإدارتها والتخطيط.
- دمج المناظر الطبيعية في سياساتهم الإقليمية وتخطيط المدن والسياسات الثقافية والبيئية والزراعية والاجتماعية والاقتصادية.
- زيادة الوعي بقيمة المناظر الطبيعية ودورها والتغيرات فيها.
- تعزيز التدريب والتعليم في سياسة المناظر الطبيعية والحماية والإدارة والتخطيط.
- تحديد وتقييم المناظر الطبيعية في أراضيهم.[2]

تتعلق المواد من 7- 9 بالتعاون الدولي والمساعدة وتبادل المتخصصين والمعلومات، وتشجع الأطراف على إعداد وتنفيذ برامج مشتركة للمناظر الطبيعية.
المادة 11 تشير إلى جائزة المناظر الطبيعية من مجلس أوروبا.
تسمح المادة 15 للأطراف بتحديد الإقليم الذي يريدون تطبيق الاتفاقية عليه. تم استخدام هذه المقالة من قبل على سبيل المثال من قبل الدنمارك لاستبعاد تطبيق المعاهدة على جرينلاند.
تمنح المادة 16 أي طرف الإذن بنقض الاتفاقية، في أي وقت بإخطار موجه إلى الأمين العام لمجلس أوروبا.

## علاقة بالمعاهدات الأخرى
الاتفاقية الأوروبية الخاصة بالمناظر الطبيعية لمجلس أوروبا هي نص قانوني دولي يتناول حماية وإدارة التراث الطبيعي والثقافي، والتخطيط الإقليمي والمكاني.
وهو مكمل للمعاهدات الدولية الأخرى مثل:
- اتفاقية اليونسكو بشأن حماية التراث العالمي الثقافي والطبيعي (باريس 16 نوفمبر 1972).
- اتفاقية مجلس أوروبا بشأن الحفاظ على الحياة البرية الأوروبية والموائل الطبيعية (برن 19 سبتمبر 1979).
- اتفاقية مجلس أوروبا لحماية التراث المعماري لأوروبا (غرناطة 3 أكتوبر 1985).
- اتفاقية مجلس أوروبا لحماية التراث الأثري (فاليتا 16 يناير 1992).[6]

تعريف «المناظر الطبيعية» في اتفاقية المناظر الطبيعية الأوروبية أوسع من تعريف «المشهد الثقافي» في اتفاقية التراث العالمي لليونسكو؛ يشمل الأول أي نوع من المناظر الطبيعية، بينما يشير الأخير إلى المواقع ذات القيمة العالمية البارزة التي تم تحديدها على أنها مواقع التراث العالمي.

## جائزة المناظر الطبيعية من مجلس أوروبا
تنص المادة 11 من الاتفاقية على جائزة المناظر الطبيعية التي يمنحها مجلس أوروبا. والغرض منه هو تعزيز السياسات والتدابير التي تتخذها السلطات المحلية والإقليمية أو المنظمات غير الحكومية والتي تبنتها لحماية المناظر الطبيعية والتخطيط لها، والتي أثبتت فعاليتها. وانتهت من تسليم الجائزة:
- في عام 2009 إلى ليل ميتروبول فرنسا، عن مشروع (بارس دي لادويل).
- في عام 2011 إلى اللجنة المشتركة لبلدية كاربونيا (إيطاليا) عن "مشروع كاربونيا: آلة المناظر الطبيعية.[8]
- في عام 2013 إلى جمعية سيليزيا السفلى لمتنزهات المناظر الطبيعية، بولندا، للحفاظ على القيمة البيئية في المناظر الطبيعية لوادي نهر زبروتاوا.
- في عام 2015 إلى السلطات الحكومية المحلية، وجمعية جرين وايز المنهجية وجمعية مسار الستار الحديدي،المجر، وجميع القرى السلوفينية في منطقة هيتيس مشروع قدمته هنغاريا من أجل التعاون غير المحدود للمجتمعات المحلية من أجل تراث المناظر الطبيعية لمنطقة هيتيس.

## قراءات إضافية
- Council of Europe – Cultural heritage, Landscape and Spatial planning Division and Swedish National Heritage Board (2009). "Eighth Council of Europe Workshops for the implementation of the European Landscape Convention, Landscape and driving forces" (PDF). Malmö, Sweden. مؤرشف من الأصل (PDF) في 2011-09-09. اطلع عليه بتاريخ 2012-07-07.

- Council of Europe (2008). "Recommendation CM/Rec(2008)3 of the Committee of Ministers to member states on the guidelines for the implementation of the European Landscape Convention". مؤرشف من الأصل في 2011-12-13. اطلع عليه بتاريخ 2012-07-07.

- Council of Europe (2000). "Explanatory Report to the European Landscape Convention". مؤرشف من الأصل في 2015-09-18. اطلع عليه بتاريخ 2012-07-07.

## وصلات خارجية
- European Landscape Convention of the Council of Europe
- Details of Treaty No.176 European Landscape Convention
- CIVILSCAPE - We are the landscape people! (CIVILSCAPE)
- Landscape Europe
- Landscape Character Network